# Королёва, Милана Александровна
Мила́на Алекса́ндровна Королёва (Кири́ллова) (род. 12 сентября 1977, Москва, СССР) — российский блогер, модель, телеведущая и журналистка.

## Биография
В 12 лет переехала в Бикин, Хабаровский край, поскольку её отец был военным.
В 2000 году она закончила Американский Университет TOURO.
Получила диплом Высшего института управления от 18.06.2004 с присуждением квалификации "Менеджер Организации по специальности «Менеджмент Организации»

### Работа
2006—2009 Генеральный директор ООО «Пластэко».
2010 Ведущая авторской программы на телеканале Столица.
2010—2013 телеведущая на канале «Fashion TV».
2013—2016 World Fashion Channel телеведущая (Неделя моды в Милане)
2013—2014 журнал «L’Officiel» модный обозреватель (колонка интервью)
Авторская программа «Русский Кутюр» о Российских дизайнерах на Fashion TV, программа «Неделя Моды в Милане» на World Fashion Channel.
Вела прямой эфир с Недели моды в Москве, продюсировала и была автором и интервьюером фильмов о модных домах Dsquared и Филипп Плейн, снялась в клипах Джигана, Текилы, Влада Топалова, Снялась на обложке для журнала Офисьель Латвия и Shape Россия, удостоена премиями BestoftheBest 2012, Телеведущая года 2012, Лучшая программа о моде, Fashion мама.

## Санкции
27 мая 2022 года, из-за вторжения России на Украину, внесена в санкционный список Канады «соратников режима» за «соучастие в неоправданном вторжении России в Украину». 19 октября 2022 года попала под санкции Украины как жена председателя Наблюдательного совета ПАО «Совкомбанк» Михаила Кучмента.

## Награды
- 19 апреля 2012 года в Москве Милана получила премию «Best Of The Best 2012» в номинации "Face of Russian Fashion TV. В 2011 году телеканал Fashion TV удостоил награды в номинации «Лучшая Fashion телеведущая года»[9][10][11][12]
- В 2012 телеканал Fashion TV наградил премией в номинации «лучшая fashion передача на TV» программу Русский кутюр с Миланой Королевой

## Семья
- С 2005 года супруг — Михаил Львович Кучмент, основатель сети магазинов Hoff.
- Дети — Дарья Королёва (1999 г.р.), Леонард Кучмент (2015 г.р.)[13][14].